# Megan Rodgers
Pour les articles homonymes, voir Rodgers.
Megan Rodgers est une joueuse américaine de hockey sur gazon. Elle évolue au poste d'attaquante au RUSH et avec l'équipe nationale américaine.

## Biographie
- Naissance le 5 mars 1999 à San Diego.
- Élève au California Community College.

## Carrière
Elle a été appelée en équipe première en juin 2021 et a joué son premier match international en novembre 2021 contre le Canada en Californie.